# Alfredo Mayo
Alfredo Fernández Martínez, conegut artísticament com a Alfredo Mayo, (Barcelona, 17 de maig de 1911 – Palma, 19 de maig de 1985) va ser un actor i militar franquista català.
Al final de la Guerra Civil espanyola, on va combatre al bàndol franquista i va arribar a ser tinent d'Aviació, i durant la dècada de 1940, es va convertir en un dels actors predilectes del cinema espanyol, sovint en papers de galant. En la seva filmografia destaquen Harka (1941), Raza (1941), A mi la Legió! (1942), Deliciosament ximples (1943), Obsessió (1947), El santuario no se rinde (1949), La lleona de Castella (1951), el gran èxit de taquilla El último cuplé (1957), Quinze sota la lona (1959), La caza (1965) i Peppermint frappé (1967).

## Biografia
Els seus pares van ser Felipe Fernández Mansilla i Emilia Martínez i Porcillo, els qui s'havien casat a Barcelona en 1910. Va tenir un germà anomenat Felipe. Més tard se n'anirien a viure a Madrid. Poc temps viuria a la capital en construir els seus pares una casa a Castropodame (província de Lleó), d'on era el seu pare, i on havien passat moltes vacances. Després d'acabar el batxillerat, va començar els estudis de medicina, on estaria tres universitat. El 1934 va fer el servei militar, i en la nit de cap d'any d'aquell any mentre practicava cada dia l'art eqüestre. Va començar al món del teatre amb el tarragoní Ernesto Vilches, qui havia treballat a Hollywood i director a l'Argentina.
En 1935 comença al món del cinema amb la pel·lícula El 113 dirigida pel mateix Vilches on interpreta a un jove enginyer anomenat Marcelo Brichot. Un any més tard realitzaria el seu primer paper protagonista en la pel·lícula Les tres gràcies, una producció hispà-lusitana dirigida per José Leitão de Barros sobre la vida del poeta Manuel Maria Barbosa du Bocage, que interpretaria el propi Alfredo Mayo. Després de realitzar la pel·lícula va servir en les forces aèries en el bàndol franquista on va estar fins al final de la guerra.
Durant els anys 1940 es converteix en una dels estels del cinema espanyol. La seva primera pel·lícula de la dècada va ser La florista de la reina dirigida per Eusebio Fernández Ardavín on interpreta a Juan Manuel un poeta feble, somiador i pusil·lànime. A l'any següent signatura un contracte en exclusiva amb Cifesa realitzant tres pel·lícules que li farien convertir-se en el galant de moda del moment: Harka, Sarasate, on encarna al compositor Pablo Sarasate, i Esquadrilla. A l'any següent realitza la pel·lícula Raza de José Luis Sáenz de Heredia on interpreta a José Churruca, personatge en qui alguns autors han vist una projecció imaginària i sublimada de Francisco Franco. Aquest treball faria a Mayo especialitzar-se en papers militars: A mi la Legió!, El front dels sospirs, Malvaloca i Deliciosament ximples. També realitzaria pel·lícules que es desenvolupen en èpoques anteriors, principalment al segle xix (Un cavaller famós i El banderer), algunes comèdies (Pototo, Boliche i companyia) i sobre la Guinea Espanyola (Su última noche i Afan Evu, el bosc maleït).
Durant els anys 1950 deixa de convertir-se en el galant de la dècada anterior encara que participaria en diverses pel·lícules molt reconegudes de l'època. Va començar amb Setena pàgina de Ladislao Vajda, Home assetjat de Pedro Lazaga, L'alcalde de Zalamea al costat de Fernando Rey (on interpreta al capità Álvaro de Ataide) i El último cuplé de Juan de Orduña, film protagonitzat per Sara Montiel que, malgrat els seus problemes per estrenar-se, s'acabaria convertint en el major èxit del cinema espanyol amb una recaptació de cinquanta milions de pessetes. Alfredo Mayo realitza en aquesta pel·lícula un paper menor com el gran duc de Rússia. Al final d'aquesta dècada realitza tres coproduccions: Missió al Marroc d'Anthony Squire i Carlos Arévalo, on torna a aparèixer quinze anys després, abans en Arribada i forçosa al costat de Silvia Morgan, Hola, Robinson en la versió francesa i Les legions de Cleòpatra on realitza el paper d'Octavi August.
Durant els anys 1960 participa en gairebé cinquanta pel·lícules, encara que exerceix papers menors on només apareix alguns minuts, com en El turista de 1963. Són conegudes les seves col·laboracions en la pel·lícula El milió de Madigan de Stanley Prager, junt Dustin Hoffman, i 55 dies a Pequín amb Charlton Heston. La crítica avala les seves interpretacions en dues obres mestres de Carlos Saura: La caza, que li valdria el Cercle d'escriptors cinematogràfics i que alguns qualifiquen la millor de la seva carrera, i Peppermint frappé. També és molt reconegut el seu paper del finquero Germán en el segon episodi dels desafiaments que li valdria el seu segon premi del Cercle d'escriptors cinematogràfics. Va intervenir en la coproducció hispà-argentina Operació Sant Antonio (1968).
Durant els anys 1970 realitza una cinquantena de títols d'una gran diversitat: Els càntabres de Paul Naschy del gènere peplum, algunes del spaghetti western, comèdies sense pretensió, històriques, però també del destape, més crítiques de la societat tradicional en diverses històries contemporànies o de terror. També apareix en la sèrie de televisió Canyes i fang, amb èxit d'audiència. El seu paper més reconegut de la dècada és el de don Pedro en la pel·lícula La campana de l'infern, que li val un guardó del Sindicat Nacional d'Espectacle.
Durant els anys 1980 torna a aconseguir un paper de galant en la pel·lícula de Luis García Berlanga Patrimonio nacional, encara que va declarar que ja no era el tipus pel qual se li va conèixer durant la postguerra. Participa d'igual forma en televisió i cinema, participant a Bearn o La sala de les nines, de Jaime Chávarri, al costat de Fernando Rey, Amparo Soler, Imanol Arias i Ángela Molina.
Va morir durant el rodatge de la sèrie Tristesa d'amor (1986), on anava a interpretar a un home madur, encara atractiu, que s'enamora de la locutora de l'emissora, sent substituït per Eduardo Fajardo.
L'actor va morir a les dues de la matinada del diumenge 19 de maig de 1985, en la clínica Mare Nostrum de Palma, a conseqüència de l'infart de miocardi que va sofrir el dia 13 del mateix mes. L'actor va ingressar, segons el quadre clínic, a les 12 de la matinada per un "infart agut de miocardi inferoposterior" i va desenvolupar a les dues hores una "parada cardiorespiratòria refrectaria", però Alfredo Fernández, que el va atendre a la Unitat de vigilància intensiva, va explicar que no patia cap factor de risc per sofrir l'infart, excepte el seu tabaquisme. L'actor va millorar el divendres 18, però l'endemà va sofrir una reacció exògena, amb una desorientació tempo-espacial, que va aconsellar mantenir-li en la clínica un parell de dies més. La seva dona va explicar que no es va assabentar del que li havia passat.

## Premis
Medalles del Cercle d'Escriptors Cinematogràfics
| Any  | Categoria    | Pel·lícula   | Resultat  |
| ---- | ------------ | ------------ | --------- |
| 1966 | Millor actor | La caza      | Guanyador |
| 1969 | Millor actor | Los desafíos | Guanyador |

- 1973: Premi del Sindicat Nacional de l'Espectacle per La campana del infierno.